# Jerzy Majewski
Jerzy Majewski, auch Georg Majewski (* 27. August 1904; † 22. August 1942 im KZ Dachau) war ein polnischer Geistlicher und Märtyrer der katholischen Kirche.

## Leben
Majewski war einer der ersten Absolventen der polnischen Schule in Danzig. Am 19. Dezember 1931 wurde er zum Priester geweiht und kam als Kaplan an die Kirche Maria Meeresstern in Zoppot. 1937 ist er Vikar an der Herz-Jesu-Kirche in Langfuhr (heute:  Gdańsk-Wrzeszcz). Er war Mitglied verschiedener polnischer Organisationen.
Zu Beginn des Zweiten Weltkriegs wurde der Vikar verhaftet. Vermutlich wurde er kurz danach, wie auch Marian Górecki, in das KZ Stutthof überstellt, wo sie in einer 40-köpfigen Gruppe von Priestern und Lehrern am Aufbau des Lagers arbeiteten. Der weitere Leidensweg führte Majewski über das Konzentrationslager Sachsenhausen in das KZ Dachau, wo er am 22. August 1942, wenige Tage vor seinem 38. Geburtstag, umgekommen ist.

## Gedenken
In Sopot erinnert seit 1985 ein Denkmal an ihn, vier katholische Seelsorger, die auf ähnliche Weise umkamen und 69 weitere Bürger. Auch eine Gedenktafel an der Marienkapelle in Söder bei Hildesheim nennt den Namen Georg Majewski. Über ein Verfahren der Seligsprechung als Märtyrer ist noch nichts bekannt.
Die katholische Kirche hat Georg Majewski als Glaubenszeugen in das deutsche Martyrologium des 20. Jahrhunderts aufgenommen.